# GAME BASIC for SEGASATURN
『GAME BASIC for SEGASATURN』（ゲームベーシックフォーセガサターン）は、1998年6月25日にアスキーから発売されたセガサターン用のBASIC。開発はビッツラボラトリーである。

## 概要
セガサターンで動くMSX-BASICライクなBASIC。同機の持つ機能（特にグラフィック面）を生かせるよう調整されており、その名の通りゲーム製作に向いた作りとなっている。（当時として）「高速」、「ポリゴンが扱える」というのが最大の特徴だった。同梱のケーブルによりサターンとパソコンを接続し、パソコン上のプログラムをサターンに転送したり、遠隔操作することもできた。

## 内容物
チュートリアルマニュアル
『GAME BASIC for SEGASATURN』の持つ機能や、パソコンとの連携方法が一通り解説されている。
基本的な内容がほとんど。その後解説書などは発行されなかったため、応用に関しては当時マイコンBASICマガジンなどで組まれていた特集などを手がかりにするか、下記の『リファレンスマニュアル』を読み解くしかなかった。
リファレンスマニュアル
命令形や関数など諸々の仕様を説明したリファレンス。少々難解。
GAME BASIC for SEGASATURN
ソフトウェアキーボードを内蔵し、専用キーボードがなくとも文字入力が可能である。ただし単体では英数字とカタカナしか扱えず、漢字テキストを扱いたい場合にはパソコンとの接続（パソコン側でのテキスト入力）が必須であった。
サンプルプログラムとしてグラフィック描画テスト、ゲームなどのほか、あくまでサンプルレベルながら「お絵かきツール」や「シーケンサー」（製作データを素材として流用可能な状態で保存できる）といった製作支援ツール的なものも収録されている。
BASTERM
パソコンとセガサターン間の通信を行うソフト。データの相互転送などが行えるほか、簡単なテキストエディタの機能も持っている。Windows 95用だが、Windows 2000、Windows XP、Windows 7(32bit)でも動作する。インストーラーが16bitアプリケーションのため64bit環境ではインストールできないが、ソフトウェア本体は32bitアプリケーションとなっており、32bit環境でインストール後本体ファイルを移動してくることで64bit環境でも使用可能。
Windows通信ケーブル
セガサターンの拡張通信端子をDサブ25ピンシリアルポート（メス）に変換するアダプタ。パソコンに接続するには、別途シリアルケーブル（RS-232Cストレートケーブル）が必要。

## 対応周辺機器
本作が対応している（入力デバイスとして使用できる）セガサターンの周辺機器は以下の通り。
各周辺機器の詳細に関してはセガサターン#周辺機器を参照のこと。

### 入力機器（コントローラー）
- シャトルマウス
- バーチャガン
- ミッションスティック
- セガマルチコントローラー
- セガサターンキーボード（プログラミングにも使用できる）

※その他一般的なコントロールパッド、アーケードスティックにも対応している。

### 記録装置
- パワーメモリー
- セガサターンフロッピーディスクドライブ

※パソコンと連携させることで、パソコン側にプログラムソースを保存することも可能である。

## 発売に至るまで
当初は『BASIC for SEGA SATURN』の名で、
- “BASIC”単体パッケージである『スタンドアローンタイプ』
- パソコンとの接続が可能で、製作支援ソフト（モデリングツール『DeVelo MODELer』など）が付属した『PC接続タイプ』

以上2バージョンが徳間書店インターメディアから1997年6月に発売される予定であった。
PR等はESPが行い、『テックサターン』誌上などでも特集記事が組まれ、体験版としてサンプルプログラムが収録されるなどした。ちなみに、この時収録サンプルのひとつであったポリゴン縦スクロールシューティング『Lightning Gunner』は、なぜか製品版には収録されていない。
発売日はその後「1997年秋」→「発売日未定」となり、発売元の名義も「徳間書店/インターメディアカンパニー」となった（徳間書店グループのカンパニー化による影響）。この時本作のリリースそのものが再検討された様だが、一方でタイトルを『POLYGON BASIC for SEGA SATURN』に変更し、漢字への対応など機能追加による仕様変更を行うといったアナウンスもなされた。
以降数ヶ月間何も情報がないままになっていたが、やがてアスキーから『GAME BASIC for SEGASATURN』の名で発売されることが発表される。結果的に、初期発表段階における『スタンドアローンタイプ』と『PC接続タイプ』の折衷パッケージの様な形でのリリースとなった。

## その他
開発元のビッツラボラトリーは、自社サイト（閉鎖済）にて「続編」となる『GAME BASIC for Next Generation』の存在をほのめかしていたが、はっきりしないままに終わっている。